# Enrique Fernández (Regisseur)

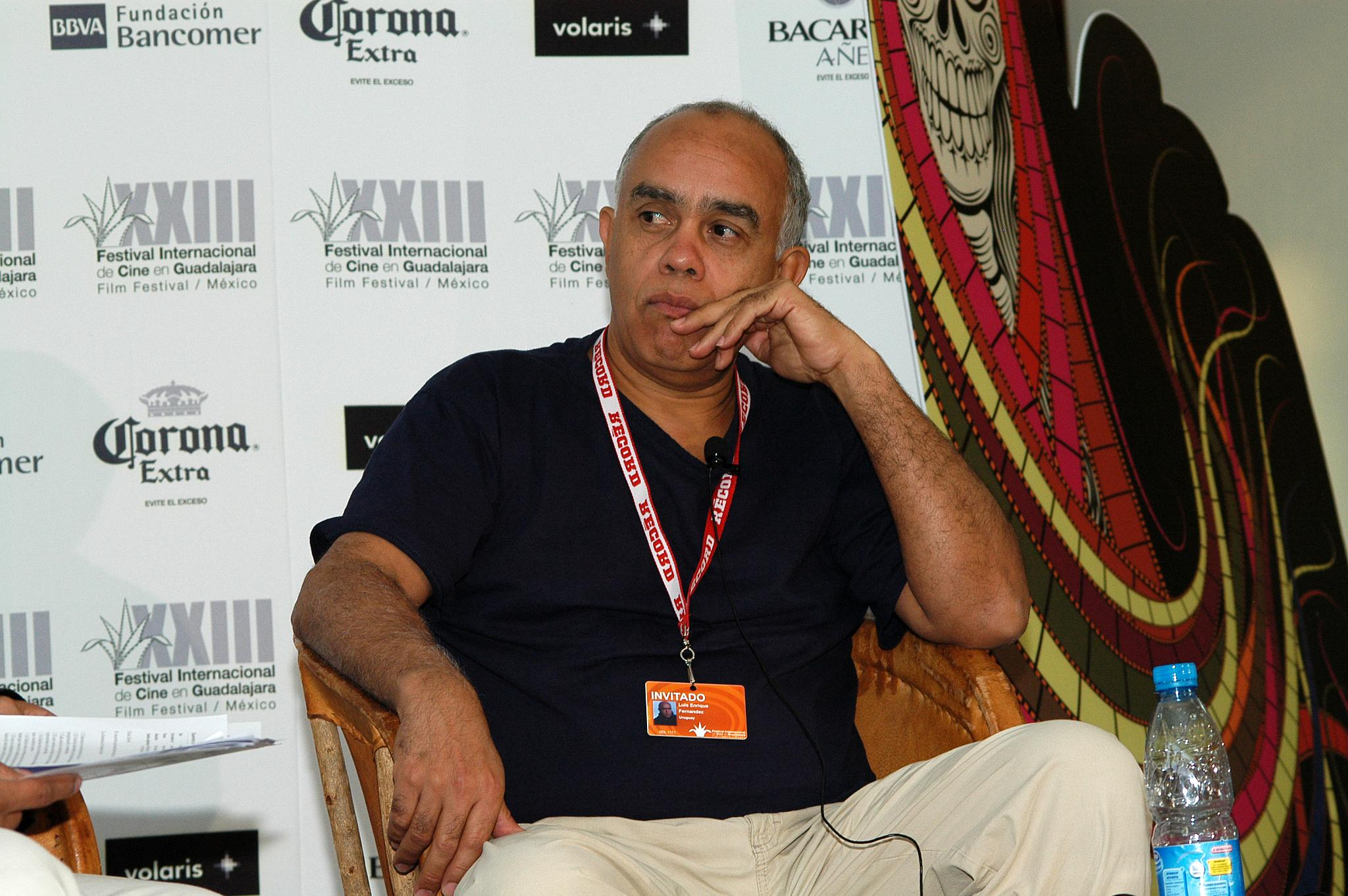
Enrique Fernández

Enrique Fernández (* 1953 in Melo) ist ein uruguayischer Regisseur.
Zunächst nach seiner abgeschlossenen Schullaufbahn in der Nationalen Film-Bibliothek Uruguays beschäftigt, gab er später Literatur-Unterricht. Schließlich fand er in verschiedenen Bereichen des Films seine berufliche Heimat. So arbeitete er sowohl als Regieassistent, Kameramann und Regisseur, schrieb jedoch auch Drehbücher. Hierbei war er nicht nur in Uruguay, sondern auch in Deutschland tätig. Auch die Editierung von Dokumentationen und Kurzfilmen gehörte zu seinem vielfältigen Tätigkeitsfeld. 1997 verfilmte Diego Arsuaga das von Fernández stammende Drehbuch Otario.
Sein erster eigener Film trägt den Namen El baño del Papa, bei dem er gemeinsam mit César Charlone Regie führte. Dieses Werk, uraufgeführt bei den Filmfestspielen von Cannes 2007 und dort mit dem Grand Prix der Sektion Cine en Construcción ausgezeichnet, wurde mit weiteren zahlreichen Preisen bedacht, so dem Premio del pubblico e Premio della critica nella sezione Film Latini beim Gramado Film Festival 2007, dem Premio Miglior Sceneggiatura des Huelva Latin American Film Festival 2007 und dem Premio Orizzonti beim San Sebastian International Film Festival 2007. Auch beim São Paulo International Film Festival 2007 erhielt er mit dem Premio della Giuria Internazionale eine Auszeichnung.